# Lingue slave
Le lingue slave sono un gruppo di lingue appartenenti alla famiglia delle lingue indoeuropee. Vengono, a volte, inserite nell'ipotetica sottofamiglia delle lingue balto-slave a causa di molteplici similitudini isoglottiche con le lingue baltiche, sebbene non vi siano altri tipi di legami tra i due gruppi.
Le lingue slave sono parlate da oltre 315 milioni di persone abitanti in Europa orientale, centro-orientale e balcanica, nonché da un folto gruppo di emigrati in tutto il mondo. Alcune lingue slave usano l'alfabeto latino con alcuni segni diacritici (polacco, croato), altre quello cirillico (russo, bulgaro), con variazioni minime tra una lingua e l'altra.
Sulla base delle lingue slave sono state create diverse lingue artificiali che possono essere comprese da coloro che parlano almeno una lingua slava.

## Suddivisioni

Albero genealogico delle lingue slave.

Gli studiosi dividono tradizionalmente le lingue slave in tre gruppi principali sulla base di principi geografici e genealogici, di cui alcuni si dividono ulteriormente in sottogruppi:
- Gruppo orientale
  - Slavo orientale antico †
    - Antico dialetto di Novgorod †
    - Bielorusso
    - Russo
    - Ucraino
    - Russino

- Gruppo occidentale
  - Sottogruppo ceco–slovacco
    - Ceco
    - Slovacco

  - Sottogruppo lechitico
    - Polacco
    - Slesiano
    - Sottogruppo pomerano
      - Casciubo
      - Slovinzio †

    - Polabo †

  - Sottogruppo lusaziano
    - Sorabo superiore
    - Sorabo inferiore

  - Canaan †

- Gruppo meridionale
  - Sottogruppo orientale
    - Antico slavo ecclesiastico †
      - Bulgaro
      - Macedone[4]
      - Slavo ecclesiastico

  - Sottogruppo occidentale
    - Serbo-croato, suddiviso in:
      - Serbo
      - Croato
      - Bosniaco
      - Montenegrino

    - Sloveno

Alcuni linguisti ritengono che sia esistito anche un gruppo di lingue slave settentrionali. Il dialetto dell'antica Novgorod all'interno dell'antico russo può aver riflesso alcune idiosincrasie di questo presunto gruppo. D'altra parte, il termine "slavo settentrionale" viene usato anche per combinare le lingue slave occidentali ed orientali in un solo gruppo da contrapporsi a quelle meridionali. Il grado di mutua intelligibilità gioca inoltre un suo ruolo nel definire le lingue appartenenti ai tre gruppi. Nella maggior parte dei casi all'interno di uno stesso gruppo è possibile che i locutori di diverse lingue siano in grado di capirsi almeno in parte, ma si riscontra che non sono generalmente in grado di comprendersi al di fuori del proprio gruppo di appartenenza (un paragone simile si può trovare nella facilità di mutua comprensione tra italiano e spagnolo, e la difficoltà tra italiano e francese, senza però che si ritrovi il medesimo parallelo genealogico).
La differenza più rilevante tra il gruppo orientale ed il gruppo occidentale si riscontra nell'ortografia delle lingue standard: le lingue slave occidentali vengono scritte utilizzando l'alfabeto latino ed hanno subito maggiori influenze da parte dell'Europa occidentali, data l'appartenenza storica di queste popolazioni al credo cattolico romano, mentre le lingue slave orientali vengono scritte utilizzando l'alfabeto cirillico, data la secolare appartenenza al credo ortodosso ed alla profonda influenza della cultura greco-bizantina. Le lingue slave orientali hanno assorbito comunque molte parole di origine latina, francese, tedesca ed italiana durante la campagna di occidentalizzazione della Russia di Pietro il Grande, riducendo in tal modo questa differenza. Anche se il gruppo slavo meridionale presenta caratteristiche che lo distinguono dai gruppi orientale e occidentale, presenta al suo interno le medesime variazioni: il bulgaro, ad esempio, possiede alcuni tratti orientali (alfabeto cirillico, prestiti dal russo ed influenza dal greco) ed il croato molti tratti occidentali (alfabeto latino, influenza mitteleuropea come il ceco), nonostante entrambe siano lingue slave meridionali.
La divisione tripartita delle lingue slave non tiene conto dei dialetti parlati di ogni lingua. Tra questi, alcuni cosiddetti dialetti di transizione e dialetti ibridi spesso fungono da collegamento tra lingue differenti, dimostrando similitudini che non emergono quando si comparano le lingue standard. Ad esempio tra lo slovacco (una lingua slava occidentale) e l'ucraino (una lingua slava orientale) funge da collegamento il russino, parlato nella Slovacchia orientale e nelle zone più occidentali dell'Ucraina. In maniera simile il polacco condivide caratteristiche di transizione sia con i dialetti ucraini occidentali che con i dialetti bielorussi. Il dialetto croato kajkavo è più simile allo sloveno che al croato standard.
Anche se le lingue slave si sono suddivise da una comune protolingua più tardi di ogni altro gruppo di lingue indoeuropee, esistono sufficienti differenze tra i vari dialetti e lingue slave per rendere difficile la comunicazione tra locutori di diverse aree slave. All'interno delle singole lingue, i dialetti possono variare di poco, come quelli russi, o presentare grandi differenze, come quelli sloveni.

## Storia

### Origini e parentela genealogica

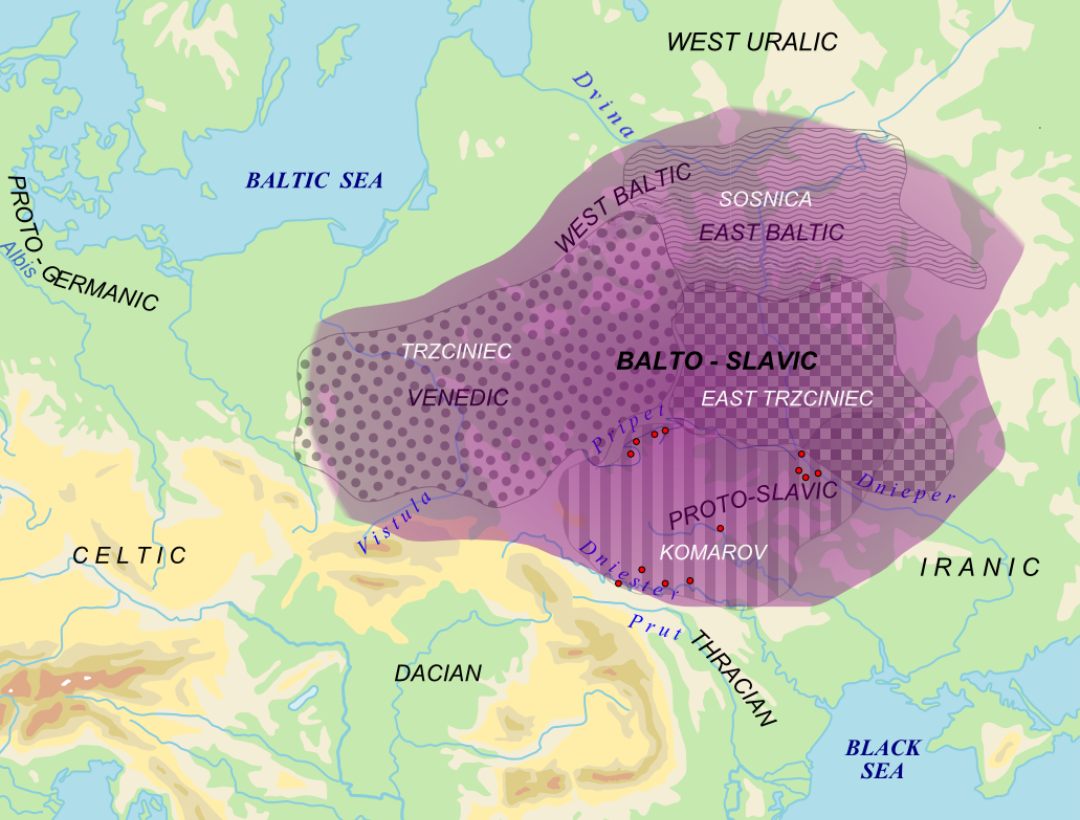
Areale del continuum dialettale balto-slavo (viola) con le culture proposte in correlazione con le possibili popolazioni di lingua balto-slava nell'età del Bronzo (bianco). I punti rossi indicano idronimi slavi arcaici

La radice delle lingue slave è il proto-slavo, che a sua volta deriva dal protoindoeuropeo, l'antenato comune di tutte le lingue indoeuropee, passando attraverso una fase balto-slava.
I linguisti storici più importanti (Oswald Szemerényi, August Schleicher) postulano che il proto-slavo sia derivato a sua volta dal proto-balto-slavo, un antenato comune di proto-slavo e proto-baltico. Secondo questa teoria, l'Urheimat del proto-balto-slavo si trovava nei territori circostanti l'odierna Lituania in un qualche momento dopo che la comunità linguistica indoeuropea si era separata in differenti regioni dialettali (all'incirca 3000 a.C.). I locutori slavi e baltici condividerebbero almeno 289 parole che potrebbero provenire da quella ipotetica proto-lingua. Durante il periodo balto-slavo si svilupparono alcune isoglosse esclusive nella fonologia, nella morfologia, nel lessico e nella sintassi che resero le lingue slave e quelle baltiche le più vicine genealogicamente tra loro. Si ritiene che il processo di separazione del proto-slavo dal proto-baltico sia avvenuto nel periodo tra il 1500 ed il 1000 a.C.
Alcuni linguisti dei paesi baltici hanno tradizionalmente sostenuto che il gruppo slavo differisca così radicalmente dal vicino gruppo baltico che non avrebbero potuto condividere un antenato comune dopo la frammentazione del continuum linguistico indoeuropeo circa cinque millenni fa. Questa teoria venne supportata all'inizio del XX secolo da Antoine Meillet, soprattutto perché si è rilevato che le lingue baltiche orientali (lituano e lettone) presentano più affinità con il gruppo slavo rispetto alle lingue baltiche occidentali (antico prussiano). Perciò una teoria diffusa è la visione delle lingue baltiche e delle lingue slave come gruppi indoeuropei separati, ma intrecciati in un continuum dialettale, privo di netti confini linguistici e le affinità e somiglianze tra i due gruppi sarebbero dovute al continuo contatto linguistico.

### Evoluzione delle lingue slave

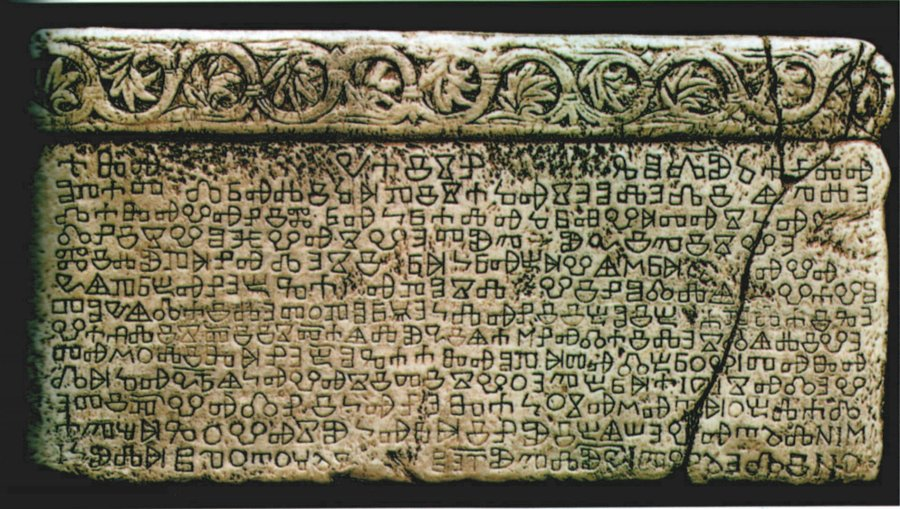
Lapide di Bescanuova, XI secolo, Veglia, Croazia

L'imposizione dell'antico slavo ecclesiastico agli slavi di religione ortodossa avvenne spesso alle spese dei dialetti locali. Lockwood, un indoeuropeista, afferma: "(L'antico slavo ecclesiastico) è rimasto in uso fino ai tempi moderni, ma è stato influenzato sempre di più dalle lingue vive ed in evoluzione, in modo che si possano distinguere varietà bulgare, serbe e russe. L'uso di un tale mezzo di comunicazione impedì lo sviluppo delle lingue locali per scopi letterari e i primi tentativi avvennero in uno stile misto". Lockwood inoltre nota che queste lingue si sono arricchite acquisendo i termini per i concetti astratti dal vocabolario dell'antico slavo ecclesiastico. La situazione nei paesi cattolici, dove il latino era più importante, era diversa. Il poeta rinascimentale Jan Kochanowski e gli scrittori del barocco croato del XVI secolo scrivevano nei loro rispettivi dialetti (anche se il polacco aveva ampiamente assimilato termini dal latino come il russo dall'antico slavo).
Nonostante l'antico slavo ecclesiastico avesse soffocato la letteratura vernacolare, tuttavia favorì l'attività letteraria slava e promosse l'indipendenza linguistica da influenze esterne. Solo la tradizione letteraria vernacolare croata si è accordata con quella slavo ecclesiastica nel tempo. Iniziò con il codice di Vinodol ed è continuata attraverso il Rinascimento fino alla codificazione della lingua croata nel 1830, anche se molta della letteratura tra il 1300 ed il 1500 veniva scritta nello stesso stile misto che prevaleva in Russia e negli altri paesi. Il più importante documento della prima letteratura croata è la lapide di Bescanuova della fine dell'XI secolo. È una larga tavoletta di pietra ritrovata nella piccola chiesa di Santa Lucia dell'Isola di Veglia - oggi croata -, contenente un testo scritto prevalentemente in čakavo, oggi un dialetto del croato, scritto in glagolitico croato. L'indipendenza di Ragusa facilitò la continuità della tradizione. Le lingue degli slavi cattolici si avvicinarono pericolosamente all'estinzione in varie occasioni. Il polacco venne attestato la prima volta nel XIV secolo; prima la lingua d'amministrazione era il latino. Il ceco era continuamente in pericolo di venire cancellato dal tedesco e le lingue lusaziane (superiore ed inferiore) parlate solo in Germania hanno quasi lasciato totalmente il passo al tedesco. Sotto l'influenza tedesca ed italiana, lo sloveno era relegato a lingua regionale parlata dai contadini, e venne elevata agli standard della scrittura solo dagli scrittori protestanti nel XVI secolo.

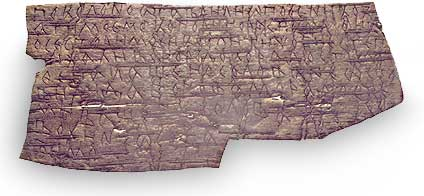
I ragazzi di Novgorod del XIV secolo erano istruiti abbastanza da mandarsi delle lettere scritte su corteccia di betulla.

Le influenze più recenti seguono tutte lo stesso schema generale nelle lingue slave come da tutte le altre parti, e sono regolate dalle relazioni politiche degli slavi. Nel XVII secolo la lingua dei borghesi russi (деловой языкdelovoj jazyk) assorbì parole tedesche attraverso contatti diretti tra i russi e le comunità tedesche in Russia. Nell'era di Pietro il Grande, gli stretti contatti con la Francia attirarono una grande quantità di prestiti e di calchi dal francese, una significante parte dei quali non solo è sopravvissuta ma ha anche rimpiazzato i vecchi prestiti antico-slavi. Il russo, a sua volta, influenzò la maggior parte delle letterature slave in un modo o nell'altro nel XIX secolo. Gli scrittori croati prendevano in prestito liberamente parole ceche, mentre a loro volta gli scrittori cechi, tentando di rivitalizzare la loro lingua morente prendevano in prestito molte parole (es. въздух, văzduch, aria) dal russo. Un ruolo più diretto il russo lo ebbe con il bulgaro, dove le parole russe vennero importate in massa per rimpiazzare i prestiti turchi e greci, cosicché ci sono parole in bulgaro che hanno un'impronta di base fonetica russa (cioè hanno una struttura fonetica inusuale per la lingua bulgara o per le lingue slave meridionali in generale).

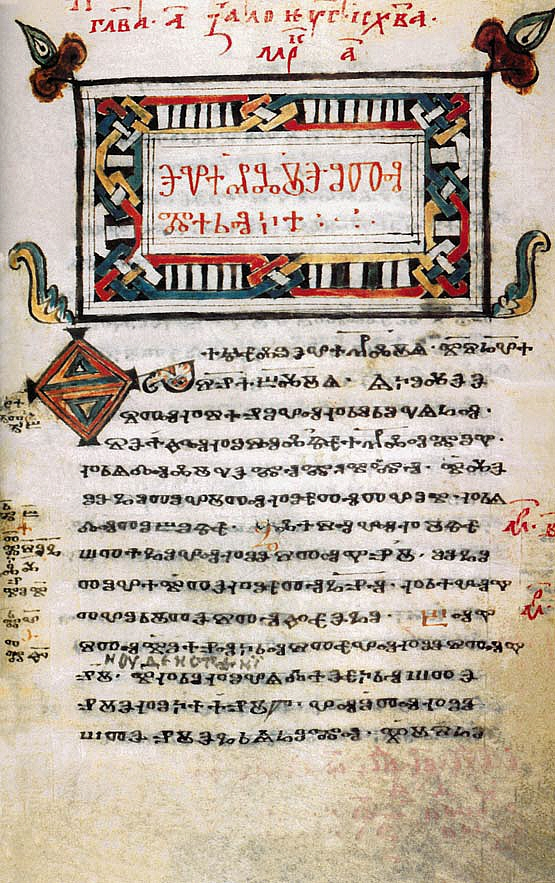
Il Codex Zographensis, o Codice di Zoograf, scritto nel X secolo, una delle maggiori fonti riguardo all'antico slavo ecclesiastico.

### Differenziazione delle lingue slave
Il proto-slavo esisteva approssimativamente verso la metà del primo millennio d.C. Intorno al VII secolo, si era diviso in grandi zone dialettali.
Non ci sono ipotesi realistiche sulla natura della successiva divisione degli slavi occidentali e meridionali. Generalmente si ritiene che il gruppo slavo orientale si sia fuso in una lingua antico russa, e che quest'ultima sia esistita almeno fino al XII secolo. Si crede oggi che gli slavi meridionali siano arrivati nella penisola balcanica in due ondate, e che tra di loro ci fosse una numerosa popolazione di valacchi.
La differenziazione linguistica ricevette una grande spinta dalla dispersione dei popoli slavi su un grande territorio, che in Europa centrale eccedeva i confini degli odierni stati slavofoni. I documenti scritti del IX, del X e dell'XI secolo possiedono già alcune caratteristiche linguistiche locali. Ad esempio i monumenti di Freising mostrano una lingua che contiene alcuni elementi fonetici e lessicali peculiari dei dialetti sloveni (es. rotacismo, la parola krilatec).
Il movimento degli slavofoni nei Balcani, nei secoli del declino dell'Impero bizantino espanse l'area delle parlate slave ma le scritture precedenti sopravvissero in quest'area. L'arrivo in Pannonia nel IX secolo delle popolazioni magiare interpose una seconda popolazione non-slava tra gli slavi occidentali e quelli meridionali, recidendo così la connessione tra gli slavi nella Croazia bianca (o Crobazia, nell'odierna Polonia) e la Serbia bianca (o Sorabia, nell'attuale Lusazia, in Germania) e gli slavi meridionali, croati e serbi. Le conquiste dei Franchi completarono la separazione geografica tra questi due gruppi, recidendo la connessione tra gli slavi in Moravia e la Bassa Austria (Moravi) da quelli dell'odierna Stiria, Carinzia, Tirolo orientale in Austria e delle province della moderna Slovenia, dove gli antenati degli sloveni si stabilirono durante la prima colonizzazione.

### Storia linguistica
Di seguito vengono elencati i principali mutamenti linguistici che hanno coinvolto i dialetti indoeuropei (PIE) che si sono sviluppati poi nello slavo comune (SC), stadio immediatamente successivo la comparsa del proto-slavo (PS).
1. Satemizzazione:
  - PIE *ḱ, *ǵ, *ǵʰ → *ś, *ź, *źʰ (→ SC *s, *z, *z)
  - PIE *kʷ, *gʷ, *gʷʰ → *k, *g, *gʰ
2. Retroflessione della *s secondo la legge di Pedersen: dopo *r, *u, *k o *i, PIE *s → *š → SC *x
3. Perdita delle occlusive sonore aspirate: PIE *bʰ, *dʰ, *gʰ → *b, *d, *g
4. Fusione di *o e *a: PIE *a/*o, *ā/*ō → PS *a, *ā (→ SC *o, *a)
5. Legge della sillaba aperta: Tutte le sillabe chiuse, cioè terminanti in un suono consonantico, vengono eliminate, nei seguenti stadi:
  1. Nasalizzazione: Dove *N indica sia *n che *m, mai precedente una vocale: PIE *aN, *eN, *iN, *oN, *uN → *ą, *ę, *į, *ǫ, *ų (→ SC *ǫ, *ę, *ę, *ǫ, *y). (Nota: *ą *ę ecc. indica una vocale nasale.)
  2. In un gruppo consonantico di costrittive (occlusiva o fricativa) + un'altra consonante, la costrittiva viene eliminata, a meno che il gruppo non si trovi ad inizio di parola.
  3. (avviene in seguito) Monottongazione dei dittonghi.
  4. (avviene molto in seguito) Metatesi e pleofonia dei dittonghi in consonante liquida (es. *er, *ol non seguiti da una vocale).
6. Prima palatalizzazione slava: *k, *g, *x → SC *č, *ž, *š (pronunciate rispettivamente tʃ, ʒ, ʃ) prima di una vocale anteriore (*e, *ē, *i, *ī, *j).
7. Iodizzazione: le consonanti vengono palatalizzate da una *j immediatamente successiva:
  - *sj, *zj → SC *š, *ž
  - *nj, *lj, *rj → SC *ň, *ľ, *ř (pronunciate [nʲ lʲ rʲ] od in modo simile)
  - *tj, *dj → SC *ť, *ď (probabilmente occlusive palatali, es. [c ɟ], che si svilupperanno a loro volta in maniera differente a seconda dei dialetti e quindi delle successive lingue slave)
  - *bj, *pj, *mj, *wj → *bľ, *pľ, *mľ, *wľ (la consonante laterale *ľ viene in seguito eliminata nelle lingue slave occidentali)
8. Anteriorizzazione delle vocali: Dopo *j od altri suoni palatali le consonanti posteriori mutano in anteriori (*a, *ā, *u, *ū, *ai, *au → *e, *ē, *i, *ī, *ei, *eu). Ciò porta ad alternanze palatale/non palatale nella declinazione nominale ed aggettivale.
9. Protesi: Quando una parola inizia in vocale viene solitamente inserita *j o *w.
10. Monottongazione dei dittongo: *ai, *au, *ei, *eu, *ū → *ē, *ū, *ī, *jū, *ȳ [ɨː]
11. Seconda palatalizzazione slava: *k, *g, *x → SC *c [ts], *dz, *ś prima di *ē (sviluppatasi dal precedente dittongo *ai). *ś dà in seguito origine a *š (nelle lingue slave occidentali) ed a *s (nelle lingue slave meridionali e orientali).
12. Palatalizzazione progressiva (o terza palatalizzazione): *k, *g, *x → SC *c, *dz, *ś dopo *i, *ī in alcune circostanze.
13. Mutamenti di qualità vocalica: Le vocali lunghe e brevi si differenziano per qualità vocalica, perdendo la qualità della lunghezza:
  - *a, *ā → SC *o, *a
  - *e, *ē → SC *e, *ě (in origine una vocale anteriore e aperta [æ] ma in seguito chiusa in [ie] nella maggior parte dei dialetti e sviluppatasi in modi differenti)
  - *i, *u → SC *ь, *ъ (trascritte anche come *ĭ, *ŭ, vocali ultrabrevi)
  - *ī, *ū, *ȳ → SC *i, *u, *y
14. Metatesi e pleofonia dei dittonghi liquidi: I dittonghi con consonante liquida (sequenze di vocali con *l o *r non seguite da vocale) subiscono dei mutamenti per adeguarsi alla legge delle sillabe aperte:
  - *or, *ol, *er, *el → *ro, *lo, *re, *le in slavo occidentale.
  - *or, *ol, *er, *el → *oro, *olo, *ere, *olo in slavo orientale.
  - *or, *ol, *er, *el → *rā, *lā, *re, *le in slavo meridionale.
  - Possibilmente, *ur, *ul, *ir, *il → *r, *l, *ř, *ľ sillabiche (che si sviluppano in seguito in modo differente).
15. Sviluppo di un tono fonematico e della lunghezza vocalica (indipendente dalla qualità vocalica): si sviluppano in seguito in modo complesso.

## Caratteristiche comuni
Le lingue slave sono una famiglia linguistica relativamente omogenea, in confronto ad altri sottogruppi di lingue indoeuropee (ad esempio le lingue germaniche, le lingue romanze e le lingue indo-iraniche). Ancora nell'XI secolo d.C. l'intera area slavofona funzionava ancora come una sola lingua permeata di differenze a livello dialettale, detta slavo comune. In comparazione con la maggior parte delle altre lingue indoeuropee le lingue slave sono moderatamente conservative, in particolare in termini di morfologia (cioè i modi di flessione nominale e coniugazione verbale per indicare le differenze grammaticali). La maggior parte delle lingue slave possiede una ricca morfologia fusiva che preserva buona parte della morfologia flessiva del protoindoeuropeo. Ecco alcune delle principali caratteristiche comuni delle lingue slave:
- Morfologia fusiva
- Conservazione della maggior parte dei casi indoeuropei (la maggior parte delle lingue slave ha sei-sette casi a seconda che abbiano il vocativo o meno, ad eccezione del bulgaro e del macedone che non ne hanno alcuno)
- Pertinenza dell'aspetto nella coniugazione dei verbi
- Larghi inventari di consonanti (specialmente sibilanti)
- Scarsa ricchezza fonetica di vocoidi
- Palatalizzazione fonematica
- Gruppi consonantici complessi, come il russo встреча (vstreča) "incontro" o il polacco bezwzględny "assoluto".

### Fonetica

#### Consonanti
La tabella successiva mostra l'inventario consonantico del tardo slavo comune:
|               | Labiali | Labiali | Coronali | Coronali | Palatali | Palatali | Velari | Velari |
| ------------- | ------- | ------- | -------- | -------- | -------- | -------- | ------ | ------ |
| Nasali        | m       | m       | n        | n        | nʲ       | nʲ       |        |        |
| Occlusive     | p       | b       | t        | d        | tʲː      | dʲː      | k      | ɡ      |
| Affricate     |         |         | ts       | dz       | tʃ       |          |        |        |
| Fricative     |         |         | s        | z        | ʃ, (sʲ1) | ʒ        | x      |        |
| Vibranti      |         |         | r        | r        | rʲ       | rʲ       |        |        |
| Laterali      |         |         | l        | l        | lʲ       | lʲ       |        |        |
| Approssimanti | ʋ       | ʋ       |          |          | j        | j        |        |        |

1Il fonema /sʲ/ non compare in slavo occidentale, dove si presenta invece sotto forma di /ʃ/.
Questo inventario di fonemi è abbastanza simile a quello che si trova nella maggior parte delle lingue slave moderne. La serie estesa di consonanti palatali, insieme alle affricate *ts e *dz si sono sviluppate attraverso una serie di palatalizzazioni successive che avvenne durante il periodo protoslavo da sequenze di consonanti velari seguite da una vocale anteriore (es. *ke, *ki, *ge, *gi, *xe, e *xi), o di svariate consonanti seguite da *j (es. *tj, *dj, *sj, *zj, *rj, *lj, *kj, e *gj, dove *j indica il suono della i di ieri o della j di Jacopo).
Il maggior mutamento in questo inventario è il risultato di un'ulteriore palatalizzazione generale che è avvenuta alla fine del periodo dello slavo comune, dove tutte le consonanti divennero palatalizzate prima di una vocale anteriore. Ciò produsse un gran numero di nuovi fonemi palatalizzati (o "molli"), che andarono a formare delle coppie con i corrispondenti fonemi non palatalizzati (o "duri") ed assorbirono i fonemi palatalizzati già esistenti *lʲ *rʲ *nʲ *sʲ. Questi fonemi si sono conservati meglio in russo, mentre sono andati persi in modi differenti nelle altre lingue (in particolare in ceco e slovacco). La tavola successiva mostra l'inventario fonologico del russo moderno:
|               | Labiali | Labiali | Dentali & Alveolari | Dentali & Alveolari | Post- alveolare/ Palatali | Post- alveolare/ Palatali | Velari | Velari |
| dura          | molle   | dura    | molle               | dura                | molle                     | dura                      | molle  |        |
| ------------- | ------- | ------- | ------------------- | ------------------- | ------------------------- | ------------------------- | ------ | ------ |
| Nasali        | m       | mʲ      | n                   | nʲ                  |                           |                           |        |        |
| Occlusive     | p b     | pʲ bʲ   | t̪ d̪                 | tʲ dʲ               |                           |                           | k ɡ    | kʲ ɡʲ  |
| Affricate     |         |         | t͡s                  | (t͡sʲ)               |                           | t͡ɕ                        |        |        |
| Fricative     | f v     | fʲ vʲ   | s z                 | sʲ zʲ               | ʂ ʐ                       | ɕː ʑː                     | x      | xʲ     |
| Vibranti      |         |         | r                   | rʲ                  |                           |                           |        |        |
| Approssimanti |         |         | ɫ                   | lʲ                  |                           | j                         |        |        |

Questo processo generale di palatalizzazione non è avvenuto in serbo-croato ed in sloveno. Come risultato l'inventario consonantico moderno di queste lingue è quasi del tutto identico a quello del tardo slavo comune.
Il tardo slavo comune ammetteva relativamente pochi gruppi consonantici. Ad ogni modo, come risultato della caduta di alcune vocali (le jer), le lingue slave moderne ammetto dei gruppi consonantici relativamente complessi. come nel termine russo взблеск [vzblʲɛsk] ("lampo"). In molte lingue slave si possono trovare dei gruppi consonantici abbastanza rari linguisticamente, come nel russo ртуть [rtutʲ] ("mercurio") o nel polacco mchu [mxu] ("muschio", gen. sing.). La parola per "mercurio" con il gruppo iniziale rt-, per esempio, si può trovare anche il altre lingue slave orientali ed occidentali, anche se lo slovacco ha conservato una vocale epentetica (ortuť).

#### Vocali
Un inventario vocalico tipico è:
|        | Anteriori | Centrali | Posteriori |
| ------ | --------- | -------- | ---------- |
| Chiuse | i         | ɨ        | u          |
| Medie  | e         |          | o          |
| Aperte |           | a        |            |

Il fonema ɨ si trova solamente in alcune lingue (russo, bielorusso, polacco), ed anche il queste lingue non è chiaro se si tratti di un fonema a sé stante o di un allofono di /i/. Ciononostante è una caratteristica notevole delle lingue in cui è presente.
- Russo мышь [mɨʂ]ⓘ e polacco mysz [mɨʂ]ⓘ "topo"

Lo slavo comune aveva anche due vocali nasali: *ę [ẽ] ed *ǫ [õ]. Queste vocali si sono conservate solamente nel polacco moderno (ed in alcuni dialetti delle altre lingue, si veda Jus per maggiori chiarimenti).
- Polacco wąż /vɔ̃ʐ/ⓘ e węże /vɛ̃ʐɛ/ⓘ "serpe, serpi"

Si possono trovare altre vocali fonematiche in certe lingue (ad esempio lo scevà /ǝ/ in bulgaro ed in sloveno, vocali distinte medio-chiuse e medio-aperte in sloveno, e la vocale quasi anteriore quasi chiusa non arrotondata /ɪ/ in ucraino).

### Lunghezza vocalica, accento e tono
Un'area di grande differenziazione tra le lingue slave è quella della prosodia (cioè della distinzione in termini di quantità vocalica, accento e tono). Lo slavo comune ha un complesso sistema prosodico, ereditato con piccole modifiche dal protoindoeuropeo e consiste nella fonemicità della lunghezza vocalica ed un accento libero e mobile:
- Ogni vocale poteva essere sia breve che lunga ed avevano valore fonematico (non era possibile prevederlo automaticamente da altre proprietà della parola).
- Ci poteva essere una sola sillaba accentata in ogni parola, distinta da un accento musicale (come nel giapponese moderno) invece di un accento di intensità (come in inglese).
- Le vocali nelle sillabe accentate potevano avere un tono ascendente o discendente (cioè c'era un accento musicale) ed era fonematico.
- L'accento era libero, nel senso che poteva cadere su ogni sillaba ed era fonematico.
- L'accento era mobile nel senso che la sua posizione poteva potenzialmente variare tra le differenti varianti della parola nello stesso paradigma (cioè l'accento poteva cadere su una sillaba diversa a seconda che si trattasse della forma di genitivo singolare di una data parola).
- Anche all'interno di una determinata classe flessiva (ad esempio i nomi maschili in -i) ci potevano essere molteplici modelli accentuali in cui si poteva iscrivere una data parola. Ad esempio la maggior parte dei nomi di una particolare classe flessiva poteva seguire uno di tre possibili modelli: poteva avere un accento fisso sulla radice (modello A), avere un'accentazione prevalentemente sulla desinenza (modello B) o un accento libero che si spostava dalla radice alla desinenza (modello C). Nei modelli B e C l'accento de non cambiava solo locazione ma anche tipologia (ascendente o discendente). Ogni classe flessiva aveva proprie versioni dei modelli B e C, che potevano differire significativamente da una classe all'altra.

Le lingue moderne presentano grandi differenze nelle modalità in cui hanno preservato o innovato questo sistema. Da un lato il serbo-croato conserva il sistema quasi inalterato (specialmente nel dialetto ciacavo, molto conservativo); dal lato opposto il macedone moderno ha praticamente perso questo sistema nella sua interezza. Tra questi esempi si trovano numerose varianti:
- Lo sloveno ha conservato la maggior parte del sistema ma ha abbreviato tutte le vocali non accentato e allungato le sillabe accentate in posizione non finale, così che la lunghezza vocalica e la posizione dell'accento si trovano a coincidere.
- Il russo ed il bulgaro hanno eliminato la distinzione di lunghezza nelle vocali ed il tratto del tono e hanno trasformato il tutto in un accento di intensità (come in italiano), ma ne conservano le posizioni originali. Come risultato si riscontra ancora la complessità dell'accento mobile ed i vari modelli accentuali (specialmente nel russo, che ha conservato la maggior parte del sistema flessivo dello slavo comune, mentre il bulgaro l'ha perso del tutto).
- Il ceco e lo slovacco hanno conservato una lunghezza vocalica fonematica e trasformato il tono distintivo delle sillabe accentate in una distinzione di lunghezza vocalica. L'accento fonematico è andato tuttavia perduto ma gli antichi modelli accentuali hanno lasciato traccia negli schemi di lunghezza/brevità delle vocali radicali. I paradigmi di quantità vocalica mobile esistono ancora ma solo in modo limitato, solitamente solo nelle forme senza desinenza (nominativo singolare, accusativo singolare e/o genitivo plurale, a seconda delle classi flessive), presentando una differente quantità vocalica dalle altre forme. (Il ceco ha anche altri modelli "mobili" ma sono rari e possono essere di solito sostituiti con uno dei "normali" modelli mobili o con un modello non mobile.)
- L'antico polacco possedeva un sistema molto simile a quello del ceco. Il polacco moderno ha perso il tratto della lunghezza delle vocali ma alcune vecchie coppie di vocali brevi/lunghe si sono differenziate per qualità (es. [o oː] > [o u]), con il risultato che alcune parole presentano dei mutamenti di qualità vocalica che rispecchiano gli schemi di mutamento di lunghezza vocalica del ceco e dello slovacco.

### Grammatica
Le lingue slave hanno delle diffuse alternanze morfofonemiche nel proprio sistema morfologico flessivo e derivativo, incluse alternanze tra consonanti velari e postalveolari, vocali anteriori e posteriori, e tra la presenza o meno di una vocale (le cosiddette o, e, a ed ъ mobili. (ad esempio, russo угол (ugol, nominativo singolare, angolo) - угла (ugla, genitivo singolare, dell'angolo); ceco pes (nominativo singolare, cane) - psa (genitivo singolare, del cane); serbo-croato pas (nominativo singolare, cane) - psa (genitivo singolare, del cane); bulgaro ъгъл (ăgăl, singolare, angolo) - ъгли (ăgli, plurale, angoli)).

#### Flessione nominale
La maggior parte delle lingue slave preserva buona parte del sistema dei casi indoeuropeo. In particolare si conservano i seguenti casi:
- Nominativo
- Genitivo (che assorbe le funzioni dell'ablativo, ma ne utilizza le desinenze, perdendo le proprie)
- Dativo
- Accusativo
- Vocativo
- Strumentale
- Locativo (detto prepositivo in russo)

Le lingue slave occidentali, come il ceco e meridionali, come il serbo-croato, preservano tutti i casi che si ricostruiscono per lo slavo comune, mentre un'altra parte delle lingue, specialmente orientali, come il russo, hanno perso l'uso del vocativo. Notevole è il caso del bulgaro e del macedone, che hanno perso completamente il sistema flessivo dei casi, affidandosi all'uso delle preposizioni, mantenendo però l'uso del vocativo.
Spicca anche l'esempio della lingua slovena, che ha preservato l'utilizzo del numero duale, presente nello slavo comune, unica fra tutte le lingue slave moderne.

### Lessico
Di seguito viene elencata una breve selezioni di termini del vocabolario di base nelle maggiori lingue della famiglia linguistica slava. Ciò serve per dare l'idea della forte somiglianza ancora presente fra le lingue, del grado di mutua intelligibilità ancora presente, nonché dei cambiamenti fonetici che hanno invece differenziato queste lingue. Questa non è da intendersi come un vocabolario: questi termini hanno un'origine comune ma il loro significato può essere mutato con il tempo o possono essere stati sostituiti da prestiti più recenti.
| Proto-slavo     | Russo                                            | Ucraino         | Bielorusso       | Polacco | Ceco   | Slovacco | Sloveno | Serbo-croato              | Bulgaro         | Macedone              |
| --------------- | ------------------------------------------------ | --------------- | ---------------- | ------- | ------ | -------- | ------- | ------------------------- | --------------- | --------------------- |
| *ȗxo ‘orecchio’ | ухо (úcho)                                       | вухо (vúcho)    | вуха (vúcha)     | ucho    | ucho   | ucho     | uho     | уво / uvo; uho            | ухо (uchó)      | уво (úvo)             |
| *õgnjь ‘fuoco’  | огонь (ogónʹ)                                    | вогонь (vohónʹ) | агонь (ahónʹ)    | ogień   | oheň   | oheň     | ogenj   | огањ / oganj              | огън (ógăn)     | оган/огин (ógan/ógin) |
| *rỳba ‘pesce’   | рыба (rýba)                                      | риба (rýba)     | рыба (rýba)      | ryba    | ryba   | ryba     | riba    | риба / riba               | риба (ríba)     | риба (ríba)           |
| *gně̄zdò ‘nido’  | гнездо (gnezdó)                                  | гнiздо (hnizdó) | гняздо (hnjazdó) | gniazdo | hnízdo | hniezdo  | gnezdo  | гн(иј) ездо / gn(ij) ezdo | гнездо (gnezdó) | гнездо (gnézdo)       |
| *ȍko ‘occhio’   | око (óko) (desueto) termine odierno: глаз (glaz) | око (óko)       | вока (vóka)      | oko     | oko    | oko      | oko     | око / oko                 | око (óko)       | око (óko)             |
| *golvà ‘testa’  | голова (golová)                                  | голова (holová) | галава (halavá)  | głowa   | hlava  | hlava    | glava   | глава / glava             | глава (glavá)   | глава (gláva)         |
| *rǫkà ‘mano’    | рука (ruká)                                      | рука (ruká)     | рука (ruká)      | ręka    | ruka   | ruka     | roka    | рука / ruka               | ръка (răká)     | рака (ráka)           |
| *nokťь ‘notte’  | ночь (nočʹ)                                      | ніч (nič)       | ноч (noč)        | noc     | noc    | noc      | noč     | ноћ / noć                 | нощ (nošt)      | ноќ (noḱ)             |

## Influenza sulle lingue vicine

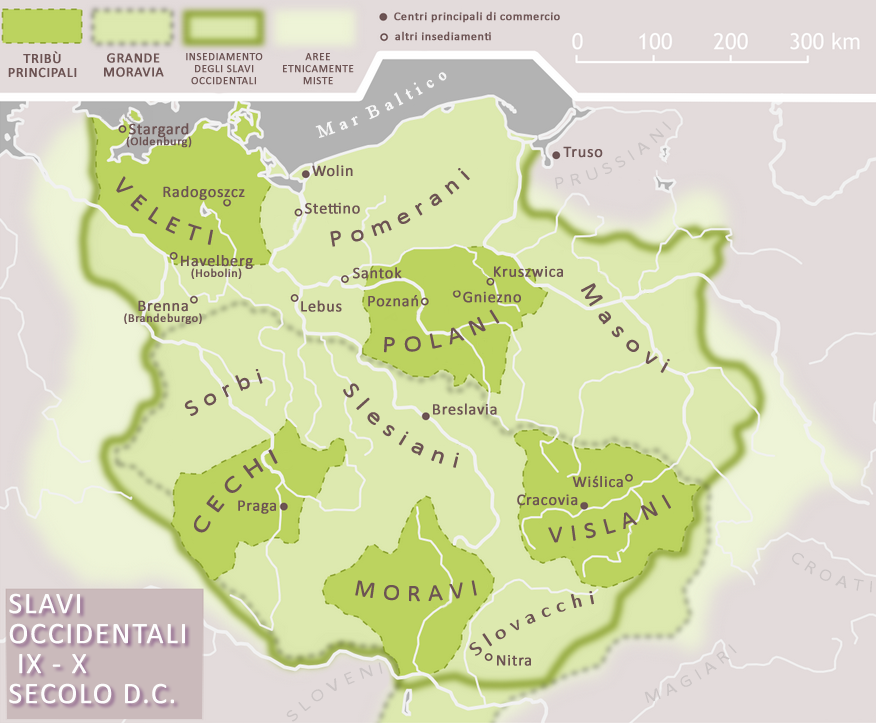
Zone di insediamento delle tribù slave occidentali nel IX e X secolo d.C.

La maggior parte delle lingue dell'ex Unione Sovietica, della Russia e dei paesi adiacenti (per esempio il mongolo) sono state significativamente influenzate dal russo, specialmente nel vocabolario. Ad occidente, il romeno e l'ungherese e l'albanese testimoniano l'influenza delle vicine nazioni slave specialmente nel lessico della vita urbana, dell'agricoltura, del commercio e dei trasporti, ovvero le maggiori innovazioni culturali ai tempi in cui i contatti su larga scala avvenivano raramente. In ognuna di queste lingue i prestiti lessicali di origine slava rappresentano almeno il 20% del vocabolario totale. Ad ogni modo il romeno dimostra un'influenza slava significativamente minore rispetto all'albanese ed all'ungherese. Ciò è dovuto probabilmente al fatto che le tribù slave attraversarono i territori abitati dagli antichi illiri e dai valacchi e solo in esigua parte vi si stabilirono, nelle loro migrazioni verso i territori balcanici.
I contributi slavi alle lingue germaniche rimangono tutt'oggi una questione dibattuta, pur se il glottologo Max Vasmer ha affermato che non ci sono prestiti slavi nel proto-germanico. Tuttavia, molti linguisti, tra cui Andrzej Poppe, considerano enorme il contributo degli slavi alle lingue germaniche. Nella lingua gotica c'è un gran numero di prestiti slavi: hlaifs (pane, dallo proto-slavа hleb), katils (caldaia, dallo proto-slavа kotel), biuþs (tavolo, dallo proto-slavа bliudo), kaupjan (comprare, dallo proto-slavа kupit), skeinan (luce, dallo proto-slavа sianye), boka (lettera, from proto-slavа bukva). D'altra parte, secondo gli scienziati Rasmus Rask e August Schleicher, questo numero di slovenismi nelle lingue germaniche è dovuto al fatto che le lingue germaniche e slave hanno un'origine comune.
 
Ci sono però prestiti slavi isolati nelle singole lingue germaniche. Un esempio di prestito slavo è la parola per "confine", tedesco moderno Grenze, olandese grens dallo slavo comune *granica. Ci sono molte città e villaggi di origine slava in Germania, le più grandi sono Berlino, Lipsia e Dresda. In Svedese ci sono prestiti slavi come torg (piazza del mercato) dall'antico russo tŭrgŭ, tolk (interprete) dall'antico slavo tlŭkŭ, e pråm (chiatta) dallo slavo occidentale pramŭ.
Molto di quanto si è detto per lo yiddish vale anche per la lingua ebraica oggi parlata e scritta in Israele, in quanto si tratta di una lingua ricostituita, almeno agli inizi, da persone in buona parte di madrelingua yiddish o slava. Esso dunque, pur avendo basi lessicali e morfologiche semitiche, quindi del tutto diverse, ha subito un forte influsso yiddish e slavo nella fonetica, nella sintassi e, in parte, nei neologismi del lessico.

L'inglese deriva quark (un tipo di formaggio, non la particella subatomica) dal tedesco Quark, che è stato derivato a sua volta dallo slavo tvarog, che significa "caglio". Molti cognomi tedeschi, in particolare nella Germania orientale ed in Austria sono di origine slava.
La parola ceca robot si trova orma nella maggior parte delle lingue del mondo, come la parola pistola, proveniente probabilmente anch'essa dal ceco, si trova in molte lingue indoeuropee, tra cui il greco (πιστόλι, pistóli).
Una parola slava ben conosciuta in quasi tutte le lingue europee è vodka, un prestito dal russo водка (vodka), a sua volta presa in prestito dal polacco wódka (pronunciato /vutka/), letteralmente "piccola acqua, acquetta", dallo slavo comune voda (acqua, parente dell'inglese water e del tedesco Wasser e del greco hydor), con la desinenza diminutiva -ka. A causa del commercio medievale di pellicce con la Russia settentrionale i prestiti pan-europei provenienti dal russo includono parole come zibellino (oltre all'italiano anche lo stesso termine inglese sable fa parte di questi prestiti) La parola vampiro è stata presa in prestito (forse attraverso il francese vampire) dal tedesco Vampir, a sua volta preso in prestito nel primo XVIII secolo dal serbo вампир/vampir, discendente dal termine proto-slavo *ǫpyrь, anche se lo studioso polacco K. Stachowski ha sostenuto che l'origine della parola risale allo slavo comune *vąpěrь, proveniente dal termine di origine turca oobyr. In svariate lingue indoeuropee, tra cui l'inglese, si ritrova il termine polje (dal significato di "pianura, campo") direttamente dalle lingue slave meridionali occidentali (cioè sloveno, croato, serbo, bosniaco e montenegrino). Durante il periodo della guerra fredda nel XX secolo si sono diffuse in tutto il mondo molte parole di origine russa: da (да, si), soviet (совет, letteralmente consiglio), sputnik (спутник, letteralmente compagno di viaggio, satellite), perestroika (перестройка, letteralmente ricostruzione, ristrutturazione), glasnost (гласность, letteralmente trasparenza), kolchoz (колхоз, acronimo di proprietà agricola collettiva), ecc. Inoltre è possibile trovare anche la parola samovar (letteralmente. "che bolle da sé") per riferirsi allo specifico oggetto di origine russa per preparare il tè.

## Lista delle lingue slave con i codici ISO 639 e SIL

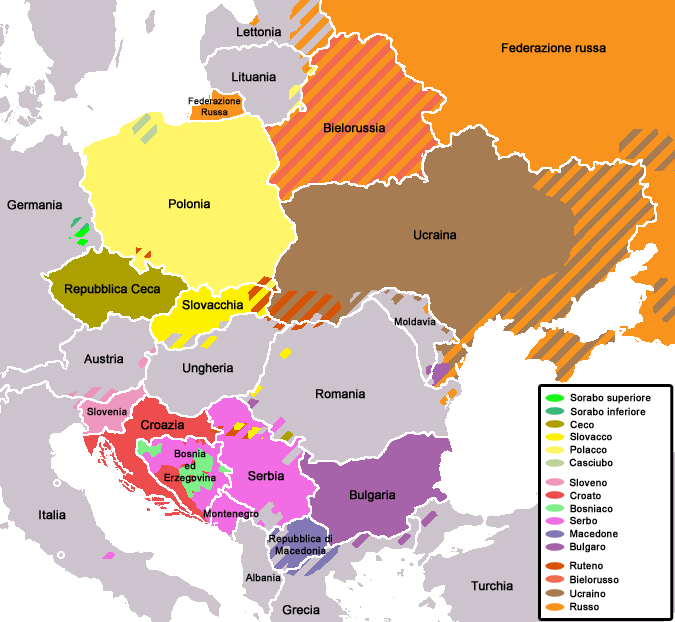
Mappa delle lingue slave in Europa

La seguente lista deriva per la maggior parte dai risultati di Ethnologue per le lingue slave. Quando presenti, include i codici ISO 639-1 e ISO 639-2 così come il codice SIL. L'ISO 639-2 possiede anche il codice sla per un uso generalizzato per le lingue slave che non possiedono un proprio codice.
Protolingua:
- Proto-slavo

Lingue slave orientali:
- Bielorusso - (ISO 639-1: be; ISO 639-2: bel;SIL: bel)
- Ucraino - (ISO 639-1: uk; ISO 639-2: ukr; SIL: ukr)
- Russo - (ISO 639-1: ru; ISO 639-2, rus; SIL: rus)
- Russino - (ISO 639-2: sla; SIL: rue)

Lingue slave occidentali:
- Lingue lusaziane (conosciute anche come venede) - ISO 639-2: wen
  - Sorabo inferiore - (ISO 639-2: dsb; SIL: dsb)
  - Sorabo superiore - (ISO 639-2: hsb; SIL: hsb)
- Lingue lechitiche:
  - Polacco - (ISO 639-1, pl; ISO 639-2, pol; SIL: pol)
  - Casciubo - (ISO 639-2: csb; SIL: csb)
  - Slovinzio - estinto
  - Polabo - estinto - (ISO 639-2: sla; SIL: pox)
- Lingue ceco-slovacche
  - Ceco - (ISO 639-1: cs; ISO 639-2(B), cze; ISO 639-2(T): ces; SIL: ces)
  - Canaan o Giudeo-slavo - estinto - (ISO 639-2: sla; SIL: czk)
  - Slovacco - (ISO 639-1: sk; ISO 639-2(B): slo; ISO 639-2(T): slk; SIL: slk)

Lingue slave meridionali:
- Gruppo occidentale
  - Serbo (ISO 639-1: sr; ISO 639-2/3: srp; SIL: srp)
  - Montenegrino (ISO 639-2: cnr; ISO 639-3 code: cnr; SIL: cnr)
  - Sloveno - (ISO 639-1: sl; ISO 639-2: slv; SIL: slv)
  - Croato - (ISO 639-1: hr; ISO 639-2/3: hrv; SIL: hrv)
  - Bosniaco - (ISO 639-1: bs; ISO 639-2: bos; ISO/FDIS 639-3: bos)
- Gruppo orientale
  - Macedone - (ISO 639-1: mk; ISO 639-2(B): mac; ISO 639-2(T): mkd; SIL: mkd)
  - Bulgaro - (ISO 639-1: bg; ISO 639-2: bul; SIL: bul)
  - Antico slavo ecclesiastico - estinto (ISO 639-1: cu; ISO 639-2: chu; SIL: chu)

Lingue soprannazionali
- Slavo ecclesiastico, derivato dall'Antico slavo ecclesiastico, ma con delle sostituzioni significanti del vocabolario originale da forme dell'Antico russo e altre forme regionali. La Chiesa ortodossa bulgara, russa, polacca, macedone, serba, e anche continuano ad usare lo slavo ecclesiastico come lingua liturgica. Nelle Chiese cattoliche di rito bizantino dei paesi slavi lo slavo ecclesiastico è usato nella liturgia in alternativa alle lingue nazionali moderne.
- Interslavo, una forma modernizzata dell'antico slavo ecclesiastico, sviluppata da un gruppo di linguisti per facilitare le comunicazioni tra gli slavofoni.

Un antico testo di una messa in slavo ecclesiastico sopravvive in Croazia ed in Repubblica Ceca, meglio conosciuto attraverso il suo rifacimento musicale da parte di Leoš Janáček (la Messa glagolitica).
Pidgin
- Russonorsk, estinto, pidgin creato tra il norvegese ed il russo, basato sui rapporti linguistici tra i pescatori del Mar Bianco.

Lingue artificiali a base slava
- Lingue ausiliarie (panslave): Glagolica, Mežduslavjanski, Slovio, Proslava, Ruslavsk
- Lingue slave settentrionali fittizie: Lydnevi, Naŝissa (našica, nashian, nasisk), Sievrøsku (Sevorian), Slavëni, Slavisk, Vozgian